# Selenis Leyva
Selenis Leyva (* 26. května 1972 Baracoa, Kuba) je americká herečka. Její nejznámější rolí je Gloria Mendoza v seriálu Holky za mřížemi.

## Životopis
Narodila se ve městě Baracoa na Kubě a vyrůstala v Bronxu. Má kubánské a dominikánské předky. Objevila se v řadě divadelních představení uváděných mimo Broadway. V televizi ztvárnila vedlejší roli Mariluz Rivery v Právu a pořádku a také se objevila ve více vedlejších rolích v seriálu Zákon a pořádek: Útvar pro zvláštní oběti. Také hostovala v seriálech Třetí hlídka, Rodina Sopránů, Dobrá manželka, Girls a Jak prosté.
V roce 2013 se poprvé objevila jako Gloria Mendoza v seriálu Holky za mřížemi. Její postava byla po první dvě série vedlejší, mezi hlavní postavy byla povýšena od série třetí. V roce 2015 se objevila vedle Violy Davis a Cataliny Sandino Moreno v dramatickém filmu Custody, které napsal a režíroval James Lapine.

### Osobní život
Má jednu dceru jménem Alina. Podporuje LGBT komunitu a v červnu 2015 prohlásila, že její sestra Marizol se cítí jako transgender.

## Filmografie

### Film
| Rok  | Název                          | Role            |
| ---- | ------------------------------ | --------------- |
| 2000 | Debutante                      | Daisy Dominguez |
| 2002 | Apartment #5C                  | Luisa           |
| 2004 | Maria milostiplná              | inspektorka     |
| 2007 | Prachy mimo zákon              | Wanda           |
| 2007 | Ben's Plan                     | Maria           |
| 2009 | Don't Let Me Drown             | Sonia           |
| 2009 | Doba ledová 3: Úsvit dinosaurů | další hlasy     |
| 2010 | Sex ve městě 2                 | učitelka        |
| 2010 | Trouble Child                  | problémové dítě |
| 2011 | Man in the Mirror              | Sonia           |
| 2012 | Doba ledová 4: Země v pohybu   | další hlasy     |
| 2013 | Království lesních strážců     | další hlasy     |
| 2014 | Living with the Dead           | doktorka Quenda |
| 2015 | Chapter & Verse                | Yolanda         |
| 2016 | Custody                        | Jackie          |
| 2016 | I Can I Will I Did             | Maria           |
| 2017 | Spider-Man: Homecoming         |                 |

### Televize
| Rok       | Název                                     | Role                                     | Poznámky                                                    |
| --------- | ----------------------------------------- | ---------------------------------------- | ----------------------------------------------------------- |
| 1999      | Právo a pořádek                           | Louisa                                   | díl: „Refuge: Part 2"                                       |
| 1999      | Zákon a pořádek: Útvar pro zvláštní oběti | Lorinda Gutierrez                        | díl: „Hysteria"                                             |
| 2001      | The $treet                                | Kate                                     | díl: „Junk Bonds"                                           |
| 2001      | Právo a pořádek                           | DeeDee Salazar                           | díl: „Sunday in the Park with Jorge"                        |
| 2001      | Taina                                     | Titi Rose                                | vedlejší role, 6 dílů                                       |
| 2001      | 100 Centre Street                         | Delfina Romero                           | díly: „Kids: Part 1“ a „Kids: Part 2“                       |
| 2002      | Zákon a pořádek: Zločinné úmysly          | Isabella Costas                          | díl: „Člověk člověku vlkem“                                 |
| 2003      | Třetí hlídka                              | Phyllis                                  | díl: „Goodbye to All That“                                  |
| 2004      | Třetí hlídka                              | Gonzalez                                 | díl: „Leap of Faith“                                        |
| 2004      | Právo a pořádek                           | Nita Cabrera                             | díl: „Veteran's Day“                                        |
| 2005      | Zákon a pořádek: Zločinné úmysly          | Wardenova sekretářka                     | díl: „Vězeň“                                                |
| 2004–2006 | Právo a pořádek                           | detektiv Mariluz Rivera                  | vedlejší role, 18 dílů                                      |
| 2006      | Rodina Sopránů                            | Jill Dibiaso                             | díl: „Žij svobodně nebo zemři“                              |
| 2007      | Dirty Sexy Money                          | detektiv Angelina Adams                  | díl: „Pilot“                                                |
| 2008      | New Amsterdam                             | Susan Boyle                              | díl: „Pilot“                                                |
| 2010      | Právo a pořádek                           | Rona Henderson                           | díl: „Boy on Fire“                                          |
| 2010      | Dobrá manželka                            | Marisol                                  | díl: „Pochybnosti“                                          |
| 2010      | Žalobce a obhájce                         | Claudia                                  | díl: „Liars“                                                |
| 2011      | Zákon a pořádek: Zločinné úmysly          | detektiv Mariluz Rivera                  | díl: „Icarus“                                               |
| 2011      | Lovci zločinců                            | Hosking                                  | díl: „Kvarteto“                                             |
| 2011–2012 | Spravedlnost v krvi                       | asistentka pana Craiga                   | vedlejší role, 4 díly                                       |
| 2012      | Girls                                     | Chastity                                 | díl: „Hannin deníček“                                       |
| 2012      | Jak prosté                                | Sara Castillo                            | díl: „Child Predator“                                       |
| 2013      | Stoupenci zla                             | detektiv Morales                         | díl: „Kapitola druhá“                                       |
| 2013–2019 | Holky za mřížemi                          | Gloria Mendoza                           | vedlejší role (1. a 2. řada), hlavní role (3. řada–7. řada) |
| 2015      | Nuestra Belleza Latina 2015               | samu sebe/host                           |                                                             |
| 2015      | Madam Secretary                           | bolivijská ambasadorka Mariana Dominguez | díl: „The Time Is at Hand"                                  |
| 2015      | Viceprezident(ka)                         | guvernérka Ramos                         | díl: „Hlasování"                                            |